# Sture Pettersson
Sture Pettersson   (Vårgårda, 30 de setembre de 1942 - Alingsås, 26 de juny de 1983) va ser un ciclista suec que fou professional entre 1970 i 1972. Era germà dels també ciclistes Erik, Gösta i Tomas Pettersson.
Durant la seva carrera amateur va prendre part en dues edicions dels Jocs Olímpics, els de 1964, a Tòquio, en què guanyà una medalla de bronze en la prova de contrarellotge per equips, formant equip amb Sven Hamrin, Erik Pettersson i Gösta Pettersson; i els de 1968, a Ciutat de Mèxic, en què guanyà una medalla de plata en la mateixa prova, aquest cop formant equip amb els seus germans.

## Palmarès
- 1963
  - 1r a l'Östgötaloppet
  - 1r a Nordisk Mesterskab de contrarellotge per equips, amb Stig Blom, Bengt Lager i Gösta Pettersson
- 1964
  -  Medalla de bronze als Jocs Olímpics de Tòquio en contrarellotge per equips
- 1965
  -  Campió de Suècia de contrarellotge indidividual
  -  Campió de Suècia de contrarellotge per equip, amb Tomas Pettersson i Erik Pettersson
- 1966
  -  Campió de Suècia de contrarellotge per equip, amb Gösta Pettersson i Erik Pettersson
  - 1r a Nordisk Mesterskab de contrarellotge per equip, amb Erik, Gösta i Tomas Pettersson
- 1967
  -  Campió del món de contrarellotge per equip amateur amb Erik, Gösta i Tomas Pettersson
  -  Campió de Suècia de contrarellotge per equip, amb Gösta Pettersson i Erik Pettersson
  - 1r a Nordisk Mesterskab de contrarellotge per equip, amb Erik, Gösta i Tomas Pettersson
- 1968
  -  Campió del món de contrarellotge per equip amateur amb Erik, Gösta i Tomas Pettersson
  -  Campió de Suècia de contrarellotge per equip, amb Gösta Pettersson i Erik Pettersson
  - 1r a Nordisk Mesterskab de contrarellotge per equip, amb Erik, Gösta i Tomas Pettersson
  -  Medalla de plata als Jocs Olímpics de Ciutat de Mèxic en contrarellotge per equips
- 1969
  -  Campió del món de contrarellotge per equip amateur amb Erik, Gösta i Tomas Pettersson
  - 1r a Nordisk Mesterskab de contrarellotge per equip, amb Erik, Gösta i Tomas Pettersson

### Resultats al Giro d'Itàlia
- 1970. 77è de la classificació general
- 1971. 51è de la classificació general